# کلاین (نام خانوادگی)
کلاین در زبان هلندی و زبان آلمانی به معنای کوچک است که به تدریج به عنوان نام خانوادگی مورد استفاده قرار گرفته است. یک نام خانوادگی یهودی در ایالات متحده آمریکا است.
|  |

## موسیقی و بازیگری
- آلن کلین (۱۹۳۱–۲۰۰۹),مدیر بیتلز و رولینگ استونز'
- کریس کلاین (هنرپیشه) (م ۱۹۷۹), هنرپیشه
- رابرت کلاین (born 1942), استداپ کمدین

## ادبیات
- نائومی کلاین (born 1970), فعال و نویسنده کانادایی

## علم و فناوری
- فلیکس کلاین (۱۸۴۹–۱۹۲۵), ریاضیدان آلمانی
- لارنس کلاین (۱۹۲۰–۲۰۱۳)
- ملانی کلاین (۱۸۸۲–۱۹۶۰)
- اسکار کلین (۱۸۹۴–۱۹۷۷)

## هنر
- ایو کلین (۱۹۲۸–۱۹۶۲), هنرمند فرانسوی

## کسب و کار و صنعت
- کلوین کلاین (طراح مد), طراح مد

## ورزش
- برایدن کلین،
- کریس کلین (فوتبال)
- مارتین کلین (کشتی‌گیر) (۱۸۸۴–۱۹۴۷), کشتی‌گیر

## غیره
- مارک کلین تکنسین سابق ای‌تی اند تی